# Steelheart
Gli Steelheart sono una band heavy metal formata a Norwalk, in Connecticut, nel 1990.
La band esordì nel 1990 per la MCA con un omonimo Steelheart che lasciò intendere le chiare intenzioni del quintetto. La band presentava un hair metal tecnico, melodico ed incisivo, e vedeva dietro il microfono Michael Matijevic, che grazie alla voce potente e melodica, verrà poi considerato come uno dei migliori cantanti della scena heavy metal. Come molte band nate sul finire del periodo hair metal, anche gli Steelheart vedranno poca fortuna godendo di un breve periodo di gloria solo nei primissimi anni novanta. Il seguito discografico si rivelò fallimentare a causa del sopravvento dell'ondata grunge, che provocò un graduale declino agli statunitensi, come a tutte le band simili alla loro. Solo il Giappone accolse calorosamente i cinque durante il declino, tanto che qualche anno dopo, con la seconda formazione, fu registrato un MTV Unplugged nello stesso sol levante.
L'effettivo scioglimento della band venne decretato da un tragico e grave incidente accaduto a Matijevic sul palco nel 1992. Dopo una lenta e difficile riabilitazione, il cantante proseguirà la sua carriera diversi anni dopo, riprendendo il nome degli Steelheart, cambiando formazioni, e proponendo un nuovo stile moderno e lontano dall'heavy metal anni ottanta, che non sembrò soddisfare i vecchi fan.

## Storia

### Le origini
La band, formata nel 1981 a Norwalk (Connecticut) originariamente con il nome di Red Alert, era composta dal cantante croato Miljenko "Michael" Matijevic, il chitarrista Chris Risola, il bassista James Ward ed il batterista Jack Wilkinson. La band suonava un hard rock influenzato da Van Halen e Led Zeppelin molto più heavy rispetto a quanto proposto successivamente con il loro debutto discografico. La band era solita presentare cover dei Led Zeppelin, Scorpions, Judas Priest, Van Halen, Ozzy Osbourne insieme a brani inediti. Uno di tali brani, "No Mercy", eseguito dalla band durante i loro primi anni di attività, è presente nel primo DVD ufficiale del gruppo intitolato Steelheart - Still Hard pubblicato nel 2005 dalla Steelheart Records, etichetta di Mike Matijevic.
Jack Wilkinson venne sostituito da John Fowler poche settimane prima della registrazione dell'omonimo debutto. A completare la formazione, insieme all'ingresso di John Fowler, fu il secondo chitarrista Frank DiCostanzo. Il demo grazie al quale la band ottenne il contratto con la MCA Records era stato comunque registrato con la vecchia line-up (senza Fowler e Di Costanzo). Dopo essersi ricollocati a Los Angeles, il manager Stan Poses gli assicurò un contratto con la MCA Records, ma durante le sessioni di registrazione, la band venne avvertita dell'esistenza di un'altra band con il nome di Red Alert proveniente dal Canada, il quintetto decise quindi di ribattezzarsi Steelheart, proprio come il titolo del debutto.

### Il successo
Il debutto omonimo Steelheart, pubblicato nel 1990 e prodotto da Mark Opitz, entrò nella top 40 della classifica Billboard 200, trascinato dai singoli "She's Gone", "I'll Never Let You Go" e "Everybody Loves Eileen" che fecero guadagnare al gruppo il disco d'oro negli Stati Uniti. La band ottenne grande successo anche in Giappone, conquistando fama e facendosi conoscere in tutto il mondo. La pubblicazione del primo album fu accompagnata dalla realizzazione del videoclip del brano "Can't Stop Me Lovin' You" filmato in California il 12 aprile 1990.
Durante i primi mesi del 1990, i problemi di alcolismo del bassista James Ward portarono al suo allontanamento ed il rimpiazzo con Eric Boyd. La prima edizione giapponese dell'omonimo album degli Steelheart conteneva infatti, oltre ad una differente copertina, una foto della band con Eric Boyd tratta da una sessione fotografica realizzata a Manhattan. Anche i primi articoli giornalistici presentavano tale formazione. La permanenza di Eric nella band durò soltanto qualche mese e riguardò alcune prove in vista dell'imminente tour. Non venne tenuto alcuno show con Eric Boyd in formazione. Dopo qualche mese James Ward rientrò nella line up ed iniziò la fase promozionale con numerose interviste soprattutto in Giappone dove il brano "She's Gone" divenne in breve tempo un successo.
Nell'estate 1990 Mike Matijevic e Chris Risola si recarono per la prima volta in Giappone per realizzare interviste (anche televisive) ed un breve concerto acustico televisivo tuttora irreperibile. Il tour iniziò nell'ottobre 1990 con 3 spettacoli in Giappone (3-5-7 ottobre) e precisamente Tokyo, Osaka e Kawasaki. Lo show di Osaka fu interamente filmato e trasmesso nei primi mesi del 1991 da Tele5, un'emittente televisiva tedesca. Spezzoni di tale concerto, intervallati da un'intervista a Matijevic e Ward realizzata prima dello show al Marquee Club di Londra del 1990, fecero parte di uno speciale che venne trasmesso da MTV nel 1991. Al tour giapponese fece seguito un tour europeo ma tuttavia, a causa dello scarso supporto in termini di investimento pubblicitario, tali shows non ebbero un grande riscontro in termini di pubblico. Prima che il loro tour avesse inizio, la band realizzò il loro secondo videoclip del brano "I'll Never Let You Go (Angel Eyes)" del quale esistono due versioni leggermente differenti.
Al termine del tour europeo del 1990 iniziò un lunghissimo tour americano che durò da febbraio a settembre 1991. Da febbraio a marzo suonarono nei migliori club americani aprendo per i Lynch Mob di George Lynch, successivamente per altri tre mesi aprirono, insieme ai BulletBoys, gli shows dei Great White nei più grandi teatri americani. Durante questi mesi, l'airplay di "I'll Never Let You Go" incrementò notevolmente la notorietà della band che arrivò fino al primo posto delle classifiche di MTV. Durante tale periodo gli Steelheart tennero anche alcuni concerti da headliner, radio-shows e diversi out-door concerts con decine di migliaia di spettatori. Fu durante lo show del 12 aprile 1991, al The Vic Theatre di Chicago che gli Steelheart filmarono l'esibizione dalla quale vennero tratti i videoclip di "Everybody Loves Eileen" e "She's Gone", quest'ultimo presente in due differenti versioni.
Nel giugno 1991 l'omonimo degli Steelheart diventò disco d'oro e la band si esibì per la prima volta al “Rick Dees ‘Into The Night’ Tv Show” suonando le 2 ballad dell'album, "She's Gone" e "I'll Never Let You Go".  Nell'agosto 1991 si tenne la seconda esibizione al “Rick Dees ‘Into The Night’ Tv Show” e la band presentò, oltre ad "I'll Never Let You Go", il nuovo singolo "Everybody Loves Eileen". Durante il 1991 l'album venne ristampato con una nuova cover che rappresentava la giacca di pelle di Matijevic con il nuovo logo degli Steelheart. L'edizione europea e giapponese di tale ristampa contenevano, come traccia bonus, la versione live di "She's Gone" tratta dallo show di Osaka del 5 ottobre 1990. Il 1991 si concluse con altri show di successo aprendo anche per gli Scorpions.
Durante gli ultimi mesi del 1991 la band lavorò ai nuovi brani che avrebbero fatto parte del secondo album. Il 31 dicembre 1991 la band tenne un concerto, solo per un gruppo di amici, presso il pub nel quale James Ward lavorava come barista, gestito dal padre. Durante il primo tour veniva spesso eseguito un inedito dal titolo "Girl Gone Crazy" annunciato come un brano che avrebbe fatto parte del secondo disco. Ciò non avvenne né, ad oggi, esistono studio demos di tale canzone. Il brano del secondo album "Love ‘Em And I'm Gone" venne presentato durante il tour giapponese del 1990 con il titolo "Rock Me". Il secondo album, Tangled in Reins, prodotto da Tom Werman e registrato durante i primi tre mesi del 1992, diede inizialmente l'impressione di non aver colpito il pubblico. In realtà la promozione dedicata a quest'album fu nettamente inferiore rispetto all'omonimo debutto. Anche il sound, più heavy e meno “commerciale" rispetto al debutto mostrò un cambiamento. Il titolo originario dell'album doveva essere Safe Sex e la copertina doveva ritrarre una donna nuda. Successivamente si opto per un titolo più soft ed una differente copertina. Come dichiarato successivamente in numerose interviste la band voleva allontanarsi dall'immagine glam degli esordi a favore di un impatto più heavy soprattutto nel sound di chitarra e nelle vocals che diventarono più aggressive.
Anche per questo album il tour americano fu anticipato, oltre che dal videoclip di "Sticky Side Up" realizzato a New York, da un tour in Europa che toccò, oltre alla Germania, Italia, Francia, Svizzera, Belgio, Paesi Bassi, Svezia ed Inghilterra. In Giappone, incrementarono ulteriormente la loro popolarità con il singolo "Mama Don't You Cry", che li portò a registrare un MTV Unplugged a Hong Kong nel febbraio 1993. Del video di "Mama Don't You Cry" tratto dall'Unplugged in Hong Kong vennero realizzate 2 versioni, entrambe live, con Mike Matijevic sia alla voce che al piano. Il tour americano riscosse un discreto successo e si trattò, prevalentemente, di un club tour con gli Steelheart spesso in qualità di headliner.
Tangled in Reins non ottenne un elevato successo commerciale, fermandosi solamente alla 144ª posizione della Billboard 200 nonostante si presentasse come un valido continuo del precedente. Questo improvviso insuccesso infatti fu causato principalmente dal fenomeno grunge che aveva rimpiazzato il successo delle precedenti correnti musicali in voga. La band riuscì comunque a proseguire tranquillamente la propria attività per via dell'enorme popolarità conseguita soprattutto nei paesi asiatici.

### L'incidente
Prima del termine del loro tour, gli Slaughter invitarono gli Steelheart a suonare un'ultima data alla McNichols Sports Arena di Denver, Colorado, il 31 ottobre 1992. Il concerto avvenne durante la serata di Halloween, notte che sempre sarà ricordata dai fans degli Steelheart. Mentre la band stava suonando il brano "Dancing in the Fire", Matijevic decise di arrampicarsi su un faro che era stato fissato male. Il cantante provò a correggere l'imperfezione, ma, una volta sceso dalla torretta dal peso di circa 450 chili, questa cadde su Matijevic di spalle. La torretta lo colpì violentemente dietro testa, facendolo cadere sbattendo la faccia a terra e provocandogli la rottura del naso, degli zigomi, della mascella e ledendogli la spina dorsale. Matijevic trovò miracolosamente la forza per alzarsi in piedi ed uscire dallo stage, e venne subito ricoverato in ospedale con 28 punti dietro la nuca. Tale tragico evento, che causò seri problemi al frontman per diverso tempo, portò la band a sciogliersi.
Nel febbraio 1993, al termine di una breve riabilitazione a cui fu sottoposto Mike Matijevic a causa dell'incidente, la band intraprese, con una formazione ridotta a due o tre elementi (Mike, Chris e James, i fondatori della band oppure soltanto Mike e James in Asia) un tour acustico dal quale venne tratto l'Unplugged registrato a Hong Kong.
L'ultimo show con la vecchia line-up, seppur non al completo, fu uno show radiofonico acustico realizzato nel marzo 1993 per radio Panama City. Alcuni giorni, Mike Matijevic convocò tutti i componenti della band, comunicando loro che non era soddisfatto della direzione musicale intrapresa da alcuni di loro e che intendeva continuare da solo con il nome Steelheart.

### La rinascita
Dopo essersi lentamente riabilitato, Matijevic ri-assemblò una band nel 1995 conservando il nome di Steelheart, arruolando il chitarrista Kenny Kanowski, il bassista Vincent Melle ed il batterista Alex Macarovich. Con questa nuova formazione, Matijevic incise il terzo album a nome degli Steelheart, intitolato Wait e prodotto da Kit Woolven. Registrato in Inghilterra e Connecticut, Wait venne distribuito solamente in Asia. Il vecchio bassista James Ward raggiunse la band durante il tour del disco. Ma a seguito della fine del tour, si persero le tracce degli Steelheart per qualche anno. Nel 2000 Matijevic volle iniziare la carriera con il nome di Mickey Steele.
Nel 2001 Matijevic partecipò alla colonna sonora del film Rock Star, con Mark Wahlberg e Jennifer Aniston. Il film trattava di un giovane cantante che sognava di far parte della sua band preferita, gli Steel Dragon. La band fittizia era composta da noti personaggi del mondo del rock, come Zakk Wylde (Ozzy Osbourne, Black Label Society), Jeff Pilson (Dokken, Dio, M.S.G.) e Jason Bonham (figlio del defunto batterista John Bonham dei Led Zeppelin ). Inoltre al film partecipò anche il batterista Blas Elias degli Slaughter, che ricopriva il ruolo di batterista nella prima band del protagonista, i "Blood Pollution" assieme al cantante Ralf Saenz, ex membro degli L.A. Guns e successivamente frontman negli Steel Panther. Durante le parti in cui Mark Wahlberg cantava, era doppiato da Matijevic; la colonna sonora tra l'altro comprendeva il brano "We All Die Young", scritto dallo stesso Matijevic ed estratto dall'album Wait. Nel gennaio 2003 circolò la notizia che Mike Matijevic aveva partecipato ad un'audizione per una nuova superband composta dai tre ex membri dei Guns N' Roses: Slash, Duff McKagan e Matt Sorum, tuttavia di questo progetto non si ebbero più notizie. Verso metà 2004 Matijevic annunciò la triste notizia della morte di suo padre. In suo onore quindi il cantante riprese legalmente il nome di Miljenko Matijevic.

### Nuova rinascita
Gli Steelheart, nome mantenuto solamente da Matijevic, cominciarono a registrare un nuovo album nel 2006. Mike Humbert coprì il ruolo di batterista, Sigve Sjursen suonò il basso e Uros Raskovski la chitarra. Dal novembre di quell'anno gli Steelheart tornarono sulle scene, partecipando a qualche data in giro per gli Stati Uniti, con la formazione composta da Michael Matijevic, il chitarrista Chris Risola, il chitarrista svedese T-Bone Andersson, il bassista Myron Dove e Mike Humbert alla batteria. Lo stesso anno venne pubblicato un EP di quattro tracce intitolato Just a Taste.
Nel luglio 2007 la band partecipò ad un festival dedicato all'hair metal anni 80 chiamato Rocklahoma, un evento della durata di tre giorni svoltosi a Pryor, Oklahoma. Gli Steelheart suonarono assieme ad altri gruppi della scena come Ratt, Vince Neil, Warrant, Quiet Riot, Slaughter, Winger, Dokken, Jackyl, Faster Pussycat, Enuff Z'Nuff, Poison, 36 Inches, FireHouse, BulletBoys, Y&T, Bang Tango e Great White. Venne annunciata inoltre sul sito ufficiale l'uscita del quarto album della band, il cui titolo avrebbe inizialmente dovuto essere Samurai, e che verrà poi rinominato Good 2B Alive: la sua uscita prevista per il 2007 è successivamente slittata a settembre 2008.
Il 22 marzo 2008 muore a soli 42 anni John Fowler, primo batterista degli Steelheart, in un ospedale del Connecticut a causa di un aneurisma cerebrale dopo alcuni giorni di coma. Fowler militava in una band chiamata Voodoo Jets.
Il 1º agosto 2017 viene pubblicato in anteprima il videoclip del brano "You Got Me Twisted", che anticipa l'uscita del nuovo album Through Worlds of Stardust per la Frontiers Records. Il 6 agosto viene data la notizia della morte dell'ex chitarrista del gruppo Kenny Kanowski. Il musicista compare per un'ultima volta nell'assolo di chitarra del brano "My Dirty Girl". Nel 2018 la band annuncia l'uscita del disco dal vivo Rock'n Milan, registrato l'anno precedente durante il Frontiers Rock Festival al Live Club di Trezzo sull'Adda.

## Formazione

### Formazione attuale
- Michael Matijevic – voce, chitarra ritmica (1990-93, 1996-97, 2005-oggi)
- Joe Pessia – chitarra solista (2017-oggi)
- Marten Andersson – basso (2016-oggi)
- Mike Humbert – batteria (2005-oggi)

### Ex componenti
- Chris Risola – chitarra solista (1990-93, 2006 solo in tour)
- Frank DiConstanzo – chitarra ritmica (1990-93)
- Kenny Kanowski – chitarra solista (1996-97)
- Uros Raskovski – chitarra solista (2005-17)
- James Ward – basso (1990-93, 1997 solo in tour)
- Vincent Mele Jr. – basso (1996 solo in studio)
- Rev Jones – basso (2007-16)
- Jack Wilkinson – batteria (1990)
- John Fowler – batteria (1990-93)
- Alex Makarovich – batteria (1996-97)

### Turnisti
- Myron Dove – basso (2006)
- Sigve Sjursen – basso (2008)

## Discografia

### Album in studio
- 1990 – Steelheart
- 1992 – Tangled in Reins
- 1996 – Wait
- 2008 – Good 2B Alive
- 2017 – Through Worlds of Stardust

### EP
- 2006 – Just a Taste

### Singoli
- 1991 - She's Gone
- 1991 - I'll Never Let You Go
- 1991 - Everybody Loves Eileen

## Videografia
- Steelheart - I'll Never Let You Go/Everybody Loves Eileen (1991) - VHS
- Steelheart - The Videos (1992) - Laserdisc
- Steelheart - Still Hard (2005) - DVD